# 1424년

## 연호
- 명(明) 영락(永樂) 22년
- 일본(日本) 오에이(応永) 31년

## 기년
- 명(明) 성조 영락제(成祖 永樂帝) 22년
- 조선(朝鮮) 세종(世宗) 6년

## 탄생
- 10월 31일 - 폴란드의 헝가리 왕 브와디스와프 3세. (~1444년)

### 미상
- 조선 전기의 문신, 성종의 국구 윤호. (~1496년)

## 사망
- 4월 3일 - 조선의 공주, 세종의 첫째딸, 문종과 세조의 누나 정소공주. (1412년~)
- 8월 12일 - 명나라의 제3대 황제 영락제. (1360년~)